# Phryxe tremula
Phryxe tremula là một loài ruồi trong họ Tachinidae.